# Sư đoàn 325, Quân đội nhân dân Việt Nam
Sư đoàn Bộ binh 325 là một trong 6 đại đoàn chủ lực đầu tiên của Quân đội nhân dân Việt Nam, hiện nay là một sư đoàn bộ binh đủ quân thuộc biên chế của Quân đoàn 12. Sư đoàn thành lập ngày 11 tháng 3 năm 1951 trên cơ sở một số trung đoàn chiến đấu ở khu 4 cũ (Bắc Trung Bộ). Trong suốt cuộc chiến kéo dài 30 năm, đơn vị này có tên gọi khác là Đoàn Bình Trị Thiên.
Cán bộ trách nhiệm, mẫn cán của Thượng tá Nguyễn Hải Ngư
Nguyễn Hải Ngư - Là thầy cũng là trò...
Nguyễn Khắc Thơm - Sư đoàn 325 tập trung nâng cao sức mạnh chiến đấu Lưu trữ ngày 3 tháng 11 năm 2022 tại Wayback Machine

## Lịch sử
Sư đoàn tham gia chiến tranh Đông Dương, chiến tranh Việt Nam, chiến dịch biên giới Tây Nam.
Một số trận đánh nổi bật mà sư đoàn đã tham gia là: trận Thanh Hương-Mỹ Xuyên (ngày 11/3/1951, sau đó ngày này trở thành ngày truyền thống của sư đoàn), trận Ia Đrăng, trận Thành cổ Quảng Trị (1972), chiến dịch Trị Thiên, chiến dịch Huế - Đà Nẵng, chiến dịch Phan Rang (1975).
Trong kháng chiến chống Pháp, Sư đoàn tham gia nhiều chiến dịch, đánh hơn 400 trận lớn nhỏ, diệt và bắt sống hơn 20.000 quân đối phương, thu nhiều phương tiện vũ khí.
Trong kháng chiến chống Mỹ, Sư đoàn là một trong những đơn vị chủ lực cơ động, sớm có mặt trên chiến trường miền Nam. Hoạt động trên các địa bàn Trị Thiên, Tây Nguyên, đồng bằng Trung Trung Bộ. Chiến tích nổi bật của Sư đoàn là trận chiến đấu liên tục 64 ngày đêm chốt giữ thành cổ Quảng Trị năm 1972.
Trong chiến dịch Hồ Chí Minh, đại tá Hoàng Đan - phó tư lệnh binh đoàn Hương Giang kiêm nhiệm tư lệnh sư đoàn. Sư đoàn 325 có nhiệm vụ tấn công các căn cứ của quân đội Việt Nam Cộng Hòa ở Long Thành, Nhơn Trạch, Cát Lái, thành Tuy Hạ, quận Thủ Đức, quận 4, cắt đứt đồng bằng sông Cửu Long với Sài Gòn.
Anh hùng lực lượng vũ trang nhân dân Nguyễn Viết Xuân là một chính trị viên tiểu đoàn cao xạ 18 thuộc sư đoàn 325.

## Biên chế
Sư đoàn 325 hiện tại bao gồm:
- Trung đoàn 18 Bộ binh ở phía Bắc Trung Bộ. Còn gọi là trung đoàn "Lê Trực"

Hiện Trung đoàn 18 đang đóng quân tại huyện Lục Ngạn tỉnh Bắc Giang. 
Trung đoàn gồm 3 tiểu đoàn bộ binh và các đơn vị trực thuộc.
Tiểu đoàn 7, tiểu đoàn 8 và tiểu đoàn 9.
Năm 2005 trung đoàn từng tham gia kỷ niệm 60 năm ngày quốc khánh nước Cộng hòa xã hội chủ nghĩa Việt Nam tại quảng trường Ba Đình.
Một số cán bộ chiến sĩ đã được tặng thưởng bằng khen và giấy khen của Bộ Quốc phòng sau khi hoàn thành nhiệm vụ trên.
- Trung đoàn 95 Bộ binh chủ lực Quảng Trị. Có tên khác là "trung đoàn Thiện Thuật"
- Trung đoàn 101 Bộ binh chủ lực Thừa Thiên. Với tên "trung đoàn Trần Cao Vân"
- Tiểu đoàn Pháo binh 14 Cối 100mm
- Tiểu đoàn Pháo binh 15 SPG-9
- Tiểu đoàn Phòng không 16 12,7mm
- Tiểu đoàn Công binh 17
- Tiểu đoàn Thông tin 18
- Tiểu đoàn Quân y 24
- Tiểu đoàn Vận tải 25
- Đại đội Trinh sát (trực thuộc Sư đoàn bộ) và Đặc công
- Đội Cảnh vệ 23
- Đại đội Hóa học 19
- Đại đội Hậu cần 29
- Đại đội Kỹ thuật 26
- Nếu có có trường hợp chiến tranh nổ ra thì Sư đoàn 325 sẽ hành quân cơ động bằng các phương tiện cơ giới đến mặt trận xa thay vì đi bộ như : xe tải chở quân và xe thiết giáp BTR-60

## Khen thưởng
- Danh hiệu Anh hùng lực lượng vũ trang nhân dân
- Huân chương Bảo vệ Tổ quốc hạng nhì (2011)
- Có 4 trung đoàn, 3 tiểu đoàn và 8 đại đội trực thuộc được tặng danh hiệu đơn vị Anh hùng lực lượng vũ trang nhân dân